# Moving in Secret
Moving in Secret là album phòng thu đầu tay của nhóm nhạc nữ Hàn Quốc, Secret. Album được phát hành vào ngày 18 tháng 10 năm 2011, với bài hát chủ đề là "Love is Move".
Trước khi phát hành album, những hình ảnh đầu tiên từ album đã được phát hành bởi TS Entertainment. Ngày 7 tháng 10, hình ảnh teaser của các thành viên Zinger và Sunhwa đã được phát hành. 4 ngày sau đó, vào ngày 11 tháng 10, hình ảnh teaser của 2 thành viên Hyosung và Jieun được phát hành. TS Entertainment đã xác nhận rằng nhóm sẽ trở lại với hình ảnh gợi cảm hơn trước đây. Ngày 11 tháng 10, bìa và danh sách ca khúc của album được tung ta. Nhóm bắt đầu tiến trình quảng bá trên album, bắt đầu trên M!Countdown vào ngày 20 tháng 10.

## Danh sách ca khúc
| STT | Nhan đề                                          | Phổ lời                              | Phổ nhạc               | Sản xuất               | Thời lượng |
| --- | ------------------------------------------------ | ------------------------------------ | ---------------------- | ---------------------- | ---------- |
| 1.  | "사랑은 Move" (Love is Move)                     | Kang Jiwon, Kim Kibum                | Kang Jiwon, Kim Kibum  | Kang Jiwon             |            |
| 2.  | "섹시하게" (Sexy)                                | Kim Kibum, Marco                     | Kim Kibum, Marco       | Marco                  |            |
| 3.  | "웃지좀마" (Don't Laugh)                         | Im Sanghyuk, Jeon Daun, Zinger       | Im Sanghyuk, Jeon Daun | Im Sanghyuk, Jeon Daun |            |
| 4.  | "Movie Star"                                     | Taebong-i, Ssaijyeo, Yeonpil, Zinger | Taebong-i, Ssaijyeo    | Taebong-i, Ssaijyeo    |            |
| 5.  | "AMAZINGER" (Zinger solo)                        | Marco, Zinger                        | Marco                  | Marco                  |            |
| 6.  | "Together"                                       | Twelve, Zinger                       | Dani                   | Dani                   |            |
| 7.  | "바래" (I Hope)                                  | Im Sanghyuk, Jeon Daun               | Im Sanghyuk, Jeon Daun | Im Sanghyuk, Jeon Daun |            |
| 8.  | "Bastard"                                        | Isang-in                             | Isang-in               | Isang-in               |            |
| 9.  | "Neverland"                                      | Inwoo                                | Park Suseok            | Park Suseok            |            |
| 10. | "사랑은 Move (Inst.)" (Love is Move (không lời)) | Kang Jiwon, Kim Kibum                | Kang Jiwon, Kim Kibum  | Kang Jiwon             |            |

## Xếp hạng
| Chart            | Peak position |
| ---------------- | ------------- |
| Gaon Album Chart | 3             |

## Lịch sử phát hành
| Nước     | Ngày                 | Định dạng           | Nhãn hiệu        |
| -------- | -------------------- | ------------------- | ---------------- |
| Hàn Quốc | 18 tháng 10 năm 2011 | CD, Tải kĩ thuật số | TS Entertainment |
| Thế giới | 18 tháng 10 năm 2011 | CD                  | TS Entertainment |
| Thế giới | 23 tháng 10 năm 2011 | Digital download    | TS Entertainment |